# Leptonycteris nivalis
Leptonycteris nivalis — вид родини листконосові (Phyllostomidae), ссавець ряду лиликоподібні (Vespertilioniformes, seu Chiroptera).

## Середовище проживання
Країни поширення: Гватемала, Мексика, Сполучені Штати Америки (Південно-східної Аризона, пд. Нью-Мексико, зх. Техас). зустрічається від низовин до 3500 м (найчастіше від 1000 до 2200 м). Цей вид може бути знайдений в сосново-дубових і листяних лісах і пустельних чагарниках.

## Звички
Як правило лаштує сідала великими групами (до 10 000) в печерах або шахтах; зрідка зустрічаються в будівлях, дуплах дерев або водопропускних трубах. З'являється після заходу сонця і харчується пилком і нектаром, головним чином, з агави і різних кактусів. 

## Загрози та охорона
Первинні загрози включають в себе порушення сідал, втрата джерел їжі через перетворення землі для сільського господарства і експлуатація людиною агави (наприклад, для виробництва алкогольних напоїв), і пряме вбивство людьми. 